# Royale Association athlétique louviéroise
À ne pas confondre avec l'UR La Louvière Centre qui est le nouveau nom de l' « URS du Centre » (Haine-Saint-Pierre) (matricule 213), ni avec le Football Couillet La Louvière (matricule 94) qui s'installa pendant deux saisons (2009-2011) au stade du Tivoli après la disparition de la R. AA louviéroise, ni avec l'actuel RAAL La Louvière, nouveau club créé en 2017 ayant racheté le matricule 94.
Maillots
La Royale Association Athlétique Louviéroise (ou R. AA louviéroise) était un club belge de football localisé à La Louvière. Ce club portait le matricule 93 jusqu'à sa disparition en 2009. Ses couleurs sont le vert et le blanc.
Exsangue financièrement, le club ne peut assurer le paiement de plusieurs dettes fédérales. Il est radié en 2009 après avoir évolué durant 69 saisons en séries nationales belges, dont 9 en Division 1.
Bien que des contacts eurent lieu entre les dirigeants des deux clubs, il n'y a jamais eu de fusion entre le club et le Racing Charleroi Couillet Fleurus, porteur du matricule 94. Ce dernier club de la région de Charleroi déménage et vient s'installer au Stade du Tivoli de La Louvière et adapte son nom en Football Couillet La Louvière mais retourne à Charleroi en 2011. En 2017, un groupe d'investisseurs mené par Salvatore Curaba rachète le matricule 94 pour créer un nouveau club à La Louvière, baptisé RAAL La Louvière. Bien que le nom de ce nouveau club ait été choisi pour rappeler l'ancienne RAAL disparue en 2009, il s'agit de deux clubs totalement distincts.

## Le club
La région de La Louvière et la région du Centre (nom donné en Belgique à la Région, sans frontières définies, entourant La Louvière, entre le "Pays de Charleroi" et le Borinage) découvrirent le football dès le début du XXe siècle.
Parmi les traces et archives retrouvées, on sait qu'un cercle appelé Union sportive louviéroise fut créé en 1906. L'année suivante, ce club organisa un championnat régional.
En 1907, le Central sportif Club (La Louvière) fut fondé dans le but de promouvoir le football, mais aussi l'athlétisme et la natation.
En 1910, on ne retrouva plus trace du Central sportif Club, par contre l'US louviéroise change son nom en FC louvièrois.

### La période de 1912 à 2009
En 1912, à la suite d'une réorganisation interne, le FC louvièrois arrêta ses activités. Quelques semaines plus tard fut fondée l'Association athlétique louviéroise.
L'AA louviéroise s'affilia à la Fédération qui portait à l'époque le nom de UBSSA (Union belge des sociétés de sports athlétiques).
Jouant dans les séries régionales hennuyères, l'AA louviéroise se vit attribuer le matricule 93 en décembre 1926. Onze ans plus tard, le club fit son apparition dans les séries nationales. Il n'allait jamais plus les quitter jusqu'en 2009, année de sa disparition, soit une présence de 72 ans pour 69 saisons consécutives.
À l'exception de cinq saisons, le matricule 93 évolua constamment au 3e niveau de la hiérarchie jusqu'au terme de la saison 1969-1970. Il monta alors en Division 2. Après trois saisons dans l'antichambre de l'élite, la R. AA louviéroise fut reléguée. Mais dès la saison 1973-1974, le club obtint deux montées successives qui l'amenèrent en Division 1.
La première expérience tourna court. La R. AA Louvière assura son maintien en terminant 14e (sur 19), mais le club fut puni pour faits de corruption et relégué en D2. Le matricule 93 remonta directement et, cette fois, resta deux saisons parmi l'élite. Relégué en 1979, la RAAL fut renvoyée en Division 3, à la fin de la saison 1983-1984.
Le matricule 93 végéta au 3e niveau un bon moment. En 1990, Filippo Gaone remplaça Pietro Palmieri à la Présidence du club. Gaone, ambitieux, investit beaucoup d'argent. En 1994, le club remonta en D2 et en 2000, il s'ouvrit le chemin pour retrouver la Division 1.
En 2003, la R. AA louviéroise conquit son premier et finalement seul grand titre : la Coupe de Belgique, en battant Saint-Trond en finale (3-1, doublé de Manasseh Ishiaku et un but de Georges Aerts). La Louvière se retrouva donc en Coupe d'Europe ! Au premier tour de la Coupe de l'UEFA, le matricule 93 résista honorablement au Benfica. Après un partage (1-1), "à domicile" au Stade du Pays de Charleroi, le club du Centre subit une courte défaite (1-0) au retour au Portugal. Pour l'anecdote, le match fut disputé à Porto, dans l'Estadio do Bessa XXI  du club de Boavista, le stade de Benfica étant en travaux pour l'Euro 2004.
En 2004 et 2005, la R. AA louviéroise obtint ses meilleurs classements, dans l'absolu, avec une 8e, puis 7e place au classement final de la plus haute division belge. Mais à partir de 2006, les choses se gâtèrent sérieusement. Le club termina dernier, et surtout ne reçut plus sa licence pour le "football rémunéré". Il fut donc relégué en Division 3.
Mais pire encore, le football belge était dans la tourmente de ce qui devint l'Affaire Zheyun Yé, cette affaire de matchs truqués en D1 belge (lors des saisons 2003-04 et 2004-05) et dont le principal protagoniste aurait été un Chinois répondant au nom de Zheyun Ye. Si le club du Lierse fut le plus impliqué et le plus concerné par ce dossier, la R. AA louviéroise s'y retrouva aussi mêlée, par le biais de son Président Filippo Gaone et d'autres personnes dont l'entraîneur de l'époque, Gilbert Bodart.
Dans les mois qui suivirent, le Président Filippo Gaone dut aussi rendre des comptes aux policiers et magistrats de la Brigade financière quant à ses diverses sociétés (dont les Magasins Tournesol). L'homme n'avait plus trop le temps, ni les moyens, de continuer à investir dans le club. Le 24 décembre 2007, il céda le flambeau à Bruno Sita. Le fauteuil présidentiel fut repris en juillet 2008 par Hugues Bouchez, qui tenta de mettre en place une nouvelle ASBL (JESAC avec Olivier Michel comme vice-président et Bruno Sita en tant que correspondant qualifié).
Cependant, leurs efforts et tentatives de sauver le club fortement endetté ne furent pas couronnés de succès. En retard de paiement vis-à-vis de la Fédération belge, et ne pouvant respecter les délais, le matricule 93 fut radié en fin de saison 2008-2009.
Malgré sa longue histoire, vieille de 87 ans, la R. AA louviéroise disparut du jour au lendemain.
Plusieurs dirigeants de la RAAL entreprirent des contacts avec leurs homologues du RACS Couillet. Un accord fut entériné avec l'approbation de la Ville de La Louvière. Aucune fusion n'eut lieu mais, à l'étroit dans son stade du Fiestaux (à Charleroi), le club de Couillet déménagea vers le Tivoli de La Louvière. Le vieux stade, rénové quelques saisons plus tôt, allait donc pouvoir continuer de vibrer. Le nom du club fut adapté en Football Couillet La Louvière.
Coïncidence, le nouvel arrivant porte les mêmes couleurs que le défunt club, et le matricule de Couillet est directement supérieur à celui de l'ancienne RAAL : le "94" prenant la place du "93".
Néanmoins, pour la saison 2011-2012, le matricule 94 reprend la direction de Charleroi et change à nouveau de nom pour devenir le Football Club Charleroi. Les supporters de la RAAL se tournent quant à eux vers l'Union Royale La Louvière Centre, créée sur les bases du club voisin de l'URS Centre. Ce nouveau club reprend la tête de loup dans son logo, le blanc de la RAAL sur les maillots et joue au stade du Tivoli.

Ancien logo.
Ancien logo avant 2017.

### Reprise des initiales «RAAL» en 2017
Le 9 mai 2017, un groupe d'investisseurs de la région fondent un nouveau club, baptisé RAAL La Louvière et rachètent le matricule 94 du Racing Charleroi Couillet Fleurus, qui arrête ses activités, dans le but de pouvoir démarrer directement en Division 3 Amateur plutôt qu'en quatrième provinciale comme tout nouveau club.

## Repères historiques
- 1906 - Fondation de Union sportive louviéroise.
- 1907 - Fondation de Central sportif Club.
- 1910 - Union sportive louviéroise changea sa dénomination en Football Club louviérois. Central sportif Club cessa d'exister.
- 1912 - Football Club louviérois cessa ses activités.

- 1912 - 26/12/1912, Fondation de Association athlétique louviéroise le 26/12/1912[2].
- 1913 - 30/03/1913, Affiliation de Association athlétique louviéroise à l'UBSSA (future URBSFA)[2].
- 1926 - 26/12/1926, (future URBSFA) se vit attribuer le matricule 93[2].
- 1937 - 01/06/1937, Association athlétique louviéroise (93) fut reconnue Société royale et prit le nom de Royale Association athlétique louviéroise (93), le 02/07/1937[2].
- 1937 - Royale Association athlétique louviéroise (93) accéda pour la première fois aux séries nationales. Le club ne les quitta plus jamais jusqu'à sa disparition en 2009
- 2003 - Royale Association athlétique louviéroise (93) remporta la Coupe de Belgique.
- 2009 - Exsangue financièrement, Royale Association athlétique louviéroise (93) ne put apurer plusieurs dettes vis-à-vis de la Fédération. Le club fut radié. Le matricule 93 disparut.

## Palmarès
- Vainqueur de la Coupe de Belgique en 2003.
- 2 fois champion de Division 3 en 1970 et 1994.
- 3 fois champion de Promotion en 1954, 1966 et 1969.

## Classements en séries nationales
Statistiques clôturées - Club disparu

### Bilan
| Niv | Divisions     | Jouées | Titres | TM Up | TM Down |
| --- | ------------- | ------ | ------ | ----- | ------- |
| I   | 1re nationale | 9      | 0      |       |         |
| II  | 2e nationale  | 16     | 0      | 4     |         |
| III | 3e nationale  | 39     | 2      | 1     | 1       |
| IV  | 4e nationale  | 5      | 3      |       |         |
| V   | 5e nationale  | 0      | 0      |       |         |
|     |               |        |        |       |         |
|     | TOTAUX        | 69     | 5      | 5     | 1       |

- TM Up : test-match pour départager des égalités, ou toutes formes de Barrages ou de Tour final pour une montée éventuelle.
- TM Down : test-match pour départager des égalités, ou toutes formes de Barrages ou de Tour final pour le maintien.

### Saisons
| Ordre | Saison  | Nom du club                                              | Niveau                                                   | Classement final                                         | Remarques                                                |
| ----- | ------- | -------------------------------------------------------- | -------------------------------------------------------- | -------------------------------------------------------- | -------------------------------------------------------- |
| 1     | 1937-38 | R. AA louviéroise                                        | Promotion (D3) série D                                   | 6e/14                                                    |                                                          |
| 2     | 1938-39 | R. AA louviéroise                                        | Promotion (D3) série B                                   | 6e/14                                                    |                                                          |
| X     | 1939-40 | Compétitions arrêtées                                    | Compétitions arrêtées                                    | Compétitions arrêtées                                    | Compétitions arrêtées                                    |
| X     | 1940-41 | Compétitions régionales                                  | Compétitions régionales                                  | Compétitions régionales                                  | Compétitions régionales                                  |
| 3     | 1941-42 | R. AA louviéroise                                        | Promotion (D3) série C                                   | 6e/13                                                    |                                                          |
| 4     | 1942-43 | R. AA louviéroise                                        | Promotion (D3) série B                                   | 4e/13                                                    |                                                          |
| 5     | 1943-44 | R. AA louviéroise                                        | Promotion (D3) série C                                   | 4e/14                                                    |                                                          |
| X     | 1944-45 | Compétitions arrêtées                                    | Compétitions arrêtées                                    | Compétitions arrêtées                                    | Compétitions arrêtées                                    |
| 6     | 1945-46 | R. AA louviéroise                                        | Promotion (D3) série C                                   | 2e/18                                                    | [ saisons 1 ]                                            |
| 7     | 1946-47 | R. AA louviéroise                                        | Promotion (D3) série D                                   | 6e/17                                                    |                                                          |
| 8     | 1947-48 | R. AA louviéroise                                        | Promotion (D3) série C                                   | 2e/16                                                    | [ saisons 2 ]                                            |
| 9     | 1948-49 | R. AA louviéroise                                        | Promotion (D3) série A                                   | 2e/16                                                    | [ saisons 3 ]                                            |
| 10    | 1949-50 | R. AA louviéroise                                        | Promotion (D3) série B                                   | 3e/16                                                    |                                                          |
| 11    | 1950-51 | R. AA louviéroise                                        | Promotion (D3) série D                                   | 7e/16                                                    |                                                          |
| 12    | 1951-52 | R. AA louviéroise                                        | Promotion (D3) série A                                   | 4e/16                                                    | [ saisons 4 ]                                            |
| 13    | 1952-53 | R. AA louviéroise                                        | Division 3 série B                                       | 15e/16                                                   | Relégué                                                  |
| 14    | 1953-54 | R. AA louviéroise                                        | Promotion série C                                        | 1er/16                                                   | Champion et promu                                        |
| 15    | 1954-55 | R. AA louviéroise                                        | Division 3 série B                                       | 6e/16                                                    |                                                          |
| 16    | 1955-56 | R. AA louviéroise                                        | Division 3 série A                                       | 6e/16                                                    |                                                          |
| 17    | 1956-57 | R. AA louviéroise                                        | Division 3 série B                                       | 10e/16                                                   |                                                          |
| 18    | 1957-58 | R. AA louviéroise                                        | Division 3 série A                                       | 6e/16                                                    |                                                          |
| 19    | 1958-59 | R. AA louviéroise                                        | Division 3 série B                                       | 2e/16                                                    | [ saisons 5 ]                                            |
| 20    | 1959-60 | R. AA louviéroise                                        | Division 3 série B                                       | 3e/16                                                    |                                                          |
| 21    | 1960-61 | R. AA louviéroise                                        | Division 3 série A                                       | 6e/16                                                    |                                                          |
| 22    | 1961-62 | R. AA louviéroise                                        | Division 3 série B                                       | 9e/16                                                    |                                                          |
| 23    | 1962-63 | R. AA louviéroise                                        | Division 3 série A                                       | 15e/16                                                   | Relégué                                                  |
| 24    | 1963-64 | R. AA louviéroise                                        | Promotion série B                                        | 11e/16                                                   |                                                          |
| 25    | 1964-65 | R. AA louviéroise                                        | Promotion série D                                        | 4e/16                                                    |                                                          |
| 26    | 1965-66 | R. AA louviéroise                                        | Promotion série A                                        | 1er/16                                                   | Champion et promu                                        |
| 27    | 1966-67 | R. AA louviéroise                                        | Division 3 série A                                       | 14e/16                                                   |                                                          |
| 28    | 1967-68 | R. AA louviéroise                                        | Division 3 série B                                       | 15e/16                                                   | Relégué                                                  |
| 29    | 1968-69 | R. AA louviéroise                                        | Promotion série C                                        | 1er/16                                                   | Champion et promu                                        |
| 30    | 1969-70 | R. AA louviéroise                                        | Division 3 série A                                       | 1er/16                                                   | Champion et promu                                        |
| 31    | 1970-71 | R. AA louviéroise                                        | Division 2                                               | 5e/16                                                    |                                                          |
| 32    | 1971-72 | R. AA louviéroise                                        | Division 2                                               | 6e/16                                                    |                                                          |
| 33    | 1972-73 | R. AA louviéroise                                        | Division 2                                               | 16e/16                                                   | Relégué                                                  |
| 34    | 1973-74 | R. AA louviéroise                                        | Division 3 série B                                       | 3e/16                                                    | Promu via tour final                                     |
| 35    | 1974-75 | R. AA louviéroise                                        | Division 2                                               | 3e/16                                                    | Promu via tour final                                     |
| 36    | 1975-76 | R. AA louviéroise                                        | Division 1                                               | 14e/19                                                   | Rétrogradé                                               |
| 37    | 1976-77 | R. AA louviéroise                                        | Division 2                                               | 5e/16                                                    | Promu via tour final                                     |
| 38    | 1977-78 | R. AA louviéroise                                        | Division 1                                               | 15e/18                                                   |                                                          |
| 39    | 1978-79 | R. AA louviéroise                                        | Division 1                                               | 17e/18                                                   | Relégué                                                  |
| 40    | 1979-80 | R. AA louviéroise                                        | Division 2                                               | 14e/16                                                   |                                                          |
| 41    | 1980-81 | R. AA louviéroise                                        | Division 2                                               | 10e/16                                                   |                                                          |
| 42    | 1981-82 | R. AA louviéroise                                        | Division 2                                               | 13e/16                                                   |                                                          |
| 43    | 1982-83 | R. AA louviéroise                                        | Division 2                                               | 8e/16                                                    |                                                          |
| 44    | 1983-84 | R. AA louviéroise                                        | Division 2                                               | 16e/16                                                   | Relégué                                                  |
| 45    | 1984-85 | R. AA louviéroise                                        | Division 3 série A                                       | 3e/16                                                    |                                                          |
| 46    | 1985-86 | R. AA louviéroise                                        | Division 3 série A                                       | 6e/16                                                    |                                                          |
| 47    | 1986-87 | R. AA louviéroise                                        | Division 3 série A                                       | 2e/16                                                    | [ saisons 9 ]                                            |
| 48    | 1987-88 | R. AA louviéroise                                        | Division 3 série A                                       | 9e/16                                                    |                                                          |
| 49    | 1988-89 | R. AA louviéroise                                        | Division 3 série A                                       | 8e/16                                                    |                                                          |
| 50    | 1989-90 | R. AA louviéroise                                        | Division 3 série A                                       | 9e/16                                                    |                                                          |
| 51    | 1990-91 | R. AA louviéroise                                        | Division 3 série A                                       | 13e/16                                                   |                                                          |
| 52    | 1991-92 | R. AA louviéroise                                        | Division 3 série A                                       | 14e/16                                                   |                                                          |
| 53    | 1992-93 | R. AA louviéroise                                        | Division 3 série A                                       | 6e/16                                                    |                                                          |
| 54    | 1993-94 | R. AA louviéroise                                        | Division 3 série A                                       | 1er/16                                                   | Champion et promu                                        |
| 55    | 1994-95 | R. AA louviéroise                                        | Division 2                                               | 7e/16                                                    |                                                          |
| 56    | 1995-96 | R. AA louviéroise                                        | Division 2                                               | 9e/16                                                    |                                                          |
| 57    | 1996-97 | R. AA louviéroise                                        | Division 2                                               | 10e/16                                                   |                                                          |
| 58    | 1997-98 | R. AA louviéroise                                        | Division 2                                               | 11e/16                                                   |                                                          |
| 59    | 1998-99 | R. AA louviéroise                                        | Division 2                                               | 4e/16                                                    | Tour final                                               |
| 60    | 99-2000 | R. AA louviéroise                                        | Division 2                                               | 3e/16                                                    | Promu via tour final                                     |
| 61    | 2000-01 | R. AA louviéroise                                        | Division 1                                               | 15e/18                                                   |                                                          |
| 62    | 2001-02 | R. AA louviéroise                                        | Division 1                                               | 11e/18                                                   |                                                          |
| 63    | 2002-03 | R. AA louviéroise                                        | Division 1                                               | 15e/18                                                   |                                                          |
| 64    | 2003-04 | R. AA louviéroise                                        | Division 1                                               | 8e/18                                                    |                                                          |
| 65    | 2004-05 | R. AA louviéroise                                        | Division 1                                               | 7e/18                                                    |                                                          |
| 66    | 2005-06 | R. AA louviéroise                                        | Division 1                                               | 18e/18                                                   | Relégué                                                  |
| 67    | 2006-07 | R. AA louviéroise                                        | Division 3 série B                                       | 14e/16                                                   | Barrages                                                 |
| 68    | 2007-08 | R. AA louviéroise                                        | Division 3 série A                                       | 2e/16                                                    | [ saisons 11 ]                                           |
| 69    | 2008-09 | R. AA louviéroise                                        | Division 3 série A                                       | 13e/16                                                   |                                                          |
| X     | 2009    | Arrêt des activités du club, son matricule 93 est radié. | Arrêt des activités du club, son matricule 93 est radié. | Arrêt des activités du club, son matricule 93 est radié. | Arrêt des activités du club, son matricule 93 est radié. |

## Numéro retiré
| N° | Nat. | Poste | Nom du joueur |
| -- | ---- | ----- | ------------- |
| 69 |      |       | Nordin Jbari  |

## Personnalités

### Anciens entraîneurs
- Arthur Plummer
- Jean Cornelis
- Robert Van Bever
- Jef Jurion
- Alex Horvath
- Casimir Jagiello
- Freddy Smets
- André Colasse
- Marc Grosjean
- Daniel Leclercq
- Ariel Jacobs
- Albert Cartier
- Emilio Ferrera
- Gilbert Bodart oct. 2005-fév. 2006
- Frédéric Tilmant
- Patrick Thairet
- Dominique Cuvelier
- Soner Yurdakul

- Frédéric Taquin et  Nicolas Baquet

### Ancien directeur sportif
- Stéphane Pauwels
- Chris Benoit

### Anciens joueurs
- Adrian Aliaj
- Georges Arts
- Mathieu Assou-Ekotto
- Asmir Begović
- Rachid Belabed
- Eddy Bembuana-Keve
- Alain Bettagno
- George Blay
- Alexandre Bryssinck
- Yves Buelinckx
- Daniel Camus
- Davy Cooreman
- Michael Cordier
- Salvatore Curaba
- Guy Dardenne
- Rogerio Benjamin De Oliveira
- Serge Djamba-Shango
- Fadel Brahami
- Rafik Djebbour
- Maamar Mamouni
- Mehdi Guerrouad
- Yassine El Ghanassy
- Wagneau Eloi
- Didier Ernst
- Mario Espartero
- Olivier Guilmot
- Mokhtar Hasni
- Alan Haydock
- Manasseh Ishiaku
- Nordin Jbari
- Vinças Jonaitis
- Emmanuel Karagiannis
- Emmanuel Kenmogne
- Michael Klukowski
- Ricardo Magro
- Jean-Jacques Missé-Missé
- Marius Mitu
- Rudy Moury
- Mickaël Murcy
- Michel Ngonge
- Peter Odemwingie
- Domenico Olivieri
- Oguchi Onyewu
- Nicolas Ouédec
- Emmanuel Pirard
- Silvio Proto
- Kevin Pugh
- Cédric Roussel
- Sergio Sanchez
- Enzo Scifo
- Léon Semmeling
- Fabrice Silvagni
- Ante Šimundža
- Thierry Siquet
- Jean-Paul Spaute
- Olivier Suray
- Filip Susnjara
- Mark Talbut
- Alexandre Teklak
- Benoit Thans
- Ola Tidman
- Frédéric Tilmant
- Ode Thompson
- Geoffray Toyes
- Onder Turaci
- Sammy Van Den Bossche
- Gunter Van Handenhoven
- Jan Van Steenberghe
- Christian Vavadio
- Guy Verbist
- Yannick Vervalle
- Luis Washington
- Michel Wintacq
- Marc Wuyts
- Didier Xhardez
- Yannick Zambernardi

## Adversaires européens
- Benfica Lisbonne